# Arthur & Diana
Pour plus de détails, voir Fiche technique et Distribution.
Arthur & Diana est un film allemand réalisé par Sara Summa en 2023.

## Distinctions

### Nominations
- Festival international du Film de Valladolid 2023 : Best Feature Film
- Festival international du Film d'Athènes 2023 : Best Picture

### Récompenses
- Festival international du film de Locarno 2022 : First Look - Prix Le Film Français[2]
- Festival international du film de Valladolid 2023 : Special Jury Prize Meeting Point[3]
- Festival international du film de Mar del Plata 2023 : Astor Piazzolla Award for Best Acting pour Sara Summa[4]
- Festival Max Ophuls 2024 : Beste Regie pour Sara Summa[5]